# تانگ مین
تانگ مین (انگلیسی: Tang Min؛ زادهٔ ۲۶ ژانویهٔ ۱۹۷۱) تنیس‌باز زن اهل چین بود. وی در بازی‌های المپیک تابستانی ۱۹۹۲ شرکت کرده‌است.